# 九十九盘石刻
九十九盘石刻位于中国江西省庐山圆佛殿西、明代主要登山道九十九盘古道旁。
九十九盘御道建于明洪武年间，长3.4公里，因山路曲折而得名。此路为明太祖朱元璋定都南京之后，为感谢周颠仙人的大恩，在相传周颠乘白鹿升天之处，即山上仙人洞右侧的锦绣峰，修建御碑亭，运送御碑石料而修建此路。
九十九盘御道旁的悬崖绝壁上，刻有大量宋代以来的摩崖石刻，已于1959年11月列为第二批江西省文物保护单位。

1. “白云天际”，行书，明万历丁丑(1571年)，九江府知府李得阳书
2. “清虚灵台”
3. “烟霞深处”
4. “天半”、明代陈禹谟书
5. “南无阿弥陀佛”、
6. “土地”
7. “庐山高”石牌坊，嘉靖六年（1527年）立，石壁刻王阳明书写的欧阳修诗《庐山高歌赠刘凝之》，行书。1938年损毁，1986年修复。由于这处王阳明题字石刻，庐山管理局曾将九十九盘古道命名为阳明路。